# Saxegothaea
Saxegothaea es un género de plantas con una sola especie, Saxegothaea conspicua, cuyo nombre común en la mayor parte de Chile es mañío hembra. Se trata de una conífera de la familia de las Podocarpaceae, nativa del sudoeste de Sudamérica. Fuera de su lugar de origen, Chile y Argentina, la especie es más conocida por su nombre de género, o a veces como "ciprés Príncipe Alberto", aunque no está relacionada de cerca con los cipreses comunes del género Taxus. En Argentina además se conoce como maniú hembra y en el sur de Chile como lleuque o mañío macho.

## Descripción
Es de lento crecimiento, árbol siempreverde de larga vida, alcanza 15-25 m de altura, con un tronco de 1 m de diámetro. La corteza es fina y escamosa, pardo púrpura oscura. Hojas arregladas en una espita irregular; lanceoladas, 1,5-3 cm de largo, 2 mm de ancho, medianamente duras con una espínula final, verde oscuras en el haz, dos bandas glauco azul blanquecinas de estomas en el envés. Los conos tienen 1 cm de largo, con 15-20 escamas suaves; usualmente solo 2-4 escamas en cada cono son fértiles, con una sola semilla de 3 mm de diámetro.

## Distribución y hábitat
Saxegothaea es endémica de los bosques templados del sur de Chile y zonas adyacentes de Argentina, donde generalmente se halla asociada con Pilgerodendron uviferum y Fitzroya cupressoides.

## Taxonomía
Saxegothaea conspicua fue descrita por John Lindley y publicado en Journal of the Horticultural Society of London 6: 258. 1851.
Sinonimia
- Squamataxus albertiana J.Nelson[5]